# Manuel Rojas Molina
Manuel Ernesto Rojas Molina (Antofagasta, 3 de noviembre de 1959) es un profesor de Estado en educación física y político chileno, militante de la Unión Demócrata Independiente (UDI). Fue alcalde de la comuna de María Elena entre 1988 y 1996. Posteriormente, se desempeñó como diputado de la República en representación del antiguo distrito n.º 4 (correspondiente a las comunas de Antofagasta, Mejillones, Sierra Gorda y Taltal) durante cuatro periodos consecutivos, desde 1998 hasta 2014.

## Familia y estudios
Nació el 3 de noviembre de 1959, hijo de Ernesto del Carmen Rojas Díaz y Leontilda Violeta Molina Miranda. Realizó sus estudios primarios en el Colegio Corazón de María y los secundarios en el Liceo Experimental Artístico, ambos en la comuna de Antofagasta. Finalizada su instrucción escolar, ingresó a la Universidad Católica del Norte (UCN) donde se tituló de profesor de educación física.
Se casó en Antofagasta en 1981 con Silvana Sanhueza Reyes, con quien es padre de tres hijos; uno de ellos es Cristián Rojas futbolista de Deportes Antofagasta.[cita requerida]
En el ámbito laboral, en 1981, se desempeñó como profesor de educación física en el Liceo Politécnico de Pedro de Valdivia. Al año siguiente, fue nombrado jefe del Área de Deportes, Recreación y Cultura de la Sociedad Química y Minera de Chile (Soquimich).

## Trayectoria política
Inició sus actividades políticas al integrarse al partido Unión Demócrata Independiente (UDI).
En 1985 fue jefe de Gabinete de la Municipalidad de María Elena, en la región de Antofagasta. En diciembre de 1988 fue designado como alcalde de dicha municipalidad por la dictadura militar del general Augusto Pinochet, continuando en el cargo luego del retorno a la democracia en 1990, ratificado por el presidente Patricio Aylwin. Representando a la UDI compitió en las elecciones municipales de 1992, obteniendo más del 40% de los votos, por lo que siguió ejerciendo como alcalde de María Elena para el periodo 1992-1996.
Fue elegido como diputado en las elecciones parlamentarias de 1997, por el distrito n.º 4 de la Región de Antofagasta, correspondiente a las Comunas de Antofagasta, Mejillones, Sierra Gorda y Taltal por el período legislativo 1998-2002. En este periodo participó en las comisiones permanentes de Minería y Energía; de Recursos Naturales, Bienes Nacionales y Medio Ambiente; y de Gobierno Interior, Regionalización, Planificación y Desarrollo Social.
En las elecciones parlamentarias de 2001, obtuvo la reelección como diputado por el distrito n° 4 con la primera mayoría de votos, para el período 2002-2006. Continuó integrando las comisiones permanentes de Recursos Naturales, Bienes Nacionales y Medio Ambiente, y la de Minería y Energía; y pasó a formar parte de la comisión de Educación, Cultura, Deportes y Recreación. También participó de la Comisión Especial que establece beneficios para los Discapacitados, y la Comisión Investigadora sobre contaminación por plomo en la ciudad de Arica.
En las elecciones parlamentarias de 2005, fue nuevamente reelegido en el mismo cargo, para el período 2006-2010. Integró las comisiones permanentes de Minería y Energía; de Zonas Extremas; de Cultura y de las Artes; y de Educación, Cultura, Deportes y Recreación. Junto con las comisiones especiales de Deportes; y sobre Deudas Históricas. Además de las comisiones investigadoras de Chiledeportes; y sobre platas públicas entregadas a la Corporación de Desarrollo de Arica y Parinacota (Cordap).
En las elecciones parlamentarias de 2009, fue reelecto para un nuevo periodo legislativo (2010-2014), obteniendo la primera mayoría de votos por segunda vez en su carrera como diputado. En su último periodo fue integrante de las comisiones permanentes de Zonas Extremas; y de Minería y Energía. Además presidió la Comisión Especial de Deportes y formó parte del comité parlamentario de la UDI.
Fue proclamado el 16 de mayo de 2013 por su partido, la Unión Demócrata Independiente, como candidato al Senado para las elecciones parlamentarias de ese año por la Circunscripción Senatorial 2 correspondiente a la Región de Antofagasta. Obtuvo la segunda mayoría con 39.302 votos (equivalentes al 23,57%), pero no resultó elegido al ser desplazado por Pedro Araya Guerrero debido al sistema binominal.
Luego, en 2016 fue proclamado como candidato del pacto Chile Vamos para la alcaldía de Antofagasta de cara a las elecciones municipales de ese año. Perdió estrechamente la votación ante la alcaldesa en ejercicio Karen Rojo.
En junio de 2018 asumió como miembro del directorio de la Empresa Portuaria Antofagasta.

## Historial electoral

### Elecciones parlamentarias de 1997
- Elecciones parlamentarias de 1997, candidato a diputado por el distrito 4 (Antofagasta, Mejillones, Sierra Gorda y Taltal)[10]

### Elecciones parlamentarias de 2001
- Elecciones parlamentarias de 2001, candidato a diputado por el distrito 4 (Antofagasta, Mejillones, Sierra Gorda y Taltal)[11]

### Elecciones parlamentarias de 2005
- Elecciones parlamentarias de 2005, candidato a diputado por el distrito 4 (Antofagasta, Mejillones, Sierra Gorda y Taltal)[12]

### Elecciones parlamentarias de 2009
- Elecciones parlamentarias de 2009, candidato a diputado por el distrito 4 (Antofagasta, Mejillones, Sierra Gorda y Taltal)[13]

### Elecciones parlamentarias de 2013
- Elecciones Parlamentarias de 2013, candidato a senador por la Circunscripción 2 (Antofagasta)[14]

### Elecciones municipales de 2016
- Elecciones municipales de 2016 para la alcaldía de Antofagasta[15]